# Scanisaurus
Scanisaurus ("Skåne-ödla") var ett släkte bland plesiosaurierna (svanödlorna), långhalsade havslevande reptiler. Dess fossil har påträffats i krittida avlagringar i Skåne. Släktet tillhör familjen Elasmosauridae.